# Sandro Rizzi
Sandro Rizzi (* 22. Oktober 1978 in Samedan) ist ein ehemaliger Schweizer Eishockeyspieler (Center), der 18 Jahre für den HC Davos spielte und mit diesem je fünfmal Schweizer Meister wurde und den Spengler Cup gewann.

## Karriere

### Vereine
Rizzi begann seine Karriere beim EHC St. Moritz, bevor er 1997 zum HC Davos wechselte. In der Saison 1996/97 gab er sein Debüt in der Nationalliga A (NLA) für Davos. In der folgenden Saison absolvierte er noch drei Spiele für die Elite-A-Junioren des HCD, kam aber ansonsten in der NLA zum Einsatz. Ab 1998 gehörte er fest dem NLA-Kader des HCD an und entwickelte sich zu einem defensiv starken Stürmer, der sich vor allem durch gutes Checking, hervorragende Spielanalyse und sein kampfbetontes Spiel auszeichnete. 2002, 2005, 2007, 2009 und 2011 wurde er Schweizer Meister mit dem HC Davos, ausserdem gewann die Mannschaft mehrfach den Spengler Cup.
Im Februar 2008 verlängerte er seinen Vertrag mit dem HC Davos um vier weitere Jahre.
Im März 2014 beendete er im Alter von 35 Jahren nach 18 Jahren beim HC Davos, für den er 870 Partien bestritt, seine Karriere.

### Nationalmannschaft
Sein erstes Spiel für die Schweiz bei einem internationalen Wettbewerb absolvierte Rizzi bei der U18-Junioren-Europameisterschaft 1995. In den folgenden zwei Jahren spielte er für die Schweizer U20-Nationalmannschaft bei der Junioren-Weltmeisterschaft 1996 und der Junioren-Weltmeisterschaft 1997. 1999 wurde er erstmals in das Kader der Schweizer Nationalmannschaft berufen und stand bei der Weltmeisterschaft 1999 für die Schweiz auf dem Eis.

### Trainer
Im Oktober 2018 wurde er Assistenztrainer von Arno Del Curto beim HC Davos, nachdem er für den Verein zuvor im Bereich Spielersichtung sowie Fanionteams gearbeitet hatte.

## Erfolge

### HC Davos
- 2002, 2005, 2007, 2009, 2011 Schweizer Meistertitel mit dem HC Davos
- 2000, 2001, 2004, 2006, 2011 Spengler-Cup-Sieger mit dem HC Davos

### Nationalmannschaft
- 1998 Bronzemedaille bei der Junioren-Weltmeisterschaft

## Karrierestatistik

### International
Vertrat die Schweiz bei:
| - U18-Junioren-Europameisterschaft 1995 - U20-Junioren-Weltmeisterschaft 1996 - U18-Junioren-Europameisterschaft 1996 | - U20-Junioren-Weltmeisterschaft 1997 - U20-Junioren-Weltmeisterschaft 1998 - Weltmeisterschaft 1999 |